# Hernâni Jorge Santos Fortes
Hernâni Jorge Santos Fortes (Lisboa, 20 de agosto de 1991), conhecido simplesmente como Hernâni, é um futebolista português que atua como avançado. Atualmente está na Ferroviária.

## Títulos
Porto
- Campeonato Português: 2017–18